# Styrioiulus pelidnus
Styrioiulus pelidnus är en mångfotingart som först beskrevs av Robert Latzel 1884.  Styrioiulus pelidnus ingår i släktet Styrioiulus och familjen kejsardubbelfotingar. Inga underarter finns listade i Catalogue of Life.